# Kendelse
En kendelse er en afgørelsesform, inden for dansk retspleje truffet af en domstol, et nævn eller en kommission, der i modsætning til en beslutning skal begrundes. En kendelse kan kæres.